# Sveriges ambassad i Rabat
Sveriges ambassad i Rabat är Sveriges diplomatiska beskickning i Marocko, som är belägen i landets huvudstad Rabat. Beskickningen består av en ambassad, ett antal svenskar utsända av Utrikesdepartementet (UD) och lokalanställda. Ambassadör sedan 2022 är Jörgen Karlsson.

## Historia
Sveriges förbindelser med Marocko går tillbaka till 1763 då länderna ingick ett "Freds-, handels- och navigationstraktat". Med anledning av avtalet etablerade Sverige en konsulär närvaro i Marocko. Den svenska ambassaden upprättades 1958 i huvudstaden Rabat efter Marocko blivit självständigt.
Residens i Rabat inköptes av svenska staten 1967. Fastigheten ligger i stadsdelen Agdal och består av en villa i ett plan. Den norra delen består av representationsutrymmen med salong, matsal och bibliotek. Från salongen och biblioteket finns en pergola och en stor trädgård med poolanläggning. Den privata delen ligger i den södra delen av byggnaden. Södra delen byggdes cirka 1930 och norra delen byggdes cirka 1960 och 1972–1973.

## Beskickningschefer
| Namn                    | Period    | Funktion   | Anmärkning                                                      |
| ----------------------- | --------- | ---------- | --------------------------------------------------------------- |
| Lennart Petri           | 1958–1959 | Envoyé     | Sidoackrediterad till Tunis.                                    |
| Lennart Petri           | 1959–1962 | Ambassadör | Sidoackrediterad till Tunis och Tripoli (från 1960).            |
| Bo Siegbahn             | 1963–1966 | Ambassadör | Sidoackrediterad till Dakar.                                    |
| Lars von Celsing        | 1967–1972 | Ambassadör | Sidoackrediterad till Banjul, Dakar och Nouakchott.             |
| Åke Sjölin              | 1972–1976 | Ambassadör | Sidoackrediterad till Banjul, Dakar och Nouakchott.             |
| Mohammed Knut Bernström | 1976–1983 | Ambassadör | Sidoackrediterad till Banjul, Dakar och Nouakchott (från 1977). |
| Arne Lundquist          | 1983–1987 | Ambassadör |                                                                 |
| Rune Nyström            | 1987–1990 | Ambassadör |                                                                 |
| Christer Jacobson       | 1990–1994 | Ambassadör |                                                                 |
| Mathias Mossberg        | 1994–1996 | Ambassadör |                                                                 |
| Cecilia Malmsten        | 1996–2000 | Ambassadör |                                                                 |
| Peter Bruce             | 2000–2004 | Ambassadör |                                                                 |
| Klas Gierow             | 2004–2008 | Ambassadör |                                                                 |
| Michael Odevall         | 2008–2011 | Ambassadör |                                                                 |
| Anna Hammargren         | 2011–2015 | Ambassadör |                                                                 |
| Erika Ferrer            | 2015–2018 | Ambassadör |                                                                 |
| Niklas Kebbon           | 2018–2020 | Ambassadör |                                                                 |
| Anne Höglund            | 2020–2022 | Ambassadör |                                                                 |
| Jörgen Karlsson         | 2022–     | Ambassadör |                                                                 |